# Тоа Баха (Порторико)
Тоа Баха (шп. Toa Baja) је општина у америчкој острвској територији Порторико, острвској држави Кариба.

## Демографија
По попису из 2010. године број становника је 89.609, што је 4.476 (-4,8%) становника мање него 2000. године.
| Група             | 2000.          | 2010.          |
| Белци             | 948 (1,0%)     | 619 (0,7%)     |
| Афроамериканци    | 10.821 (11,5%) | 15.074 (16,8%) |
| Азијати           | 234 (0,2%)     | 228 (0,3%)     |
| Хиспаноамериканци | 92.762 (98,6%) | 88.684 (99,0%) |
| Укупно            | 94.085         | 89.609         |